# Jönssonligan – Den perfekta stöten
Jönssonligan – Den perfekta stöten är en svensk film i regi av Alain Darborg. Filmen är en reboot av filmserien Jönssonligan med nya skådespelare i rollerna. Skaparna av filmen har försökt att göra en thriller till skillnad från de tidigare filmerna som varit komedier. I rollerna som ligamedlemmarna återfinns Simon J. Berger som Charles-Ingvar Jönsson, Torkel Petersson som Harry, Alexander Karim som Vanheden och Susanne Thorson som Rocky.
Filmen hade biopremiär den 16 januari 2015.

## Handling
Charles Ingvar Jönsson (Simon J. Berger) är tillsammans med sin farbror Ralf, Stockholms skickligaste biltjuvar. Men en stöt går fel och Ralf mördas medan Charles sätts dit för mordet. För att hämnas på Ralfs mördare - den korrupta affärskvinnan Wallentin (Andrea Edwards), bankdirektören på Wallentin Exchange - gör Charles en plan för att genomföra den mest komplicerade stöten i Sveriges historia. Till sin hjälp samlar han bedragaren Ragnar Vanheden (Alexander Karim), sprängexperten Harry (Torkel Petersson) och lås-specialisten Rocky (Susanne Thorson), som dessutom är Charles före detta flickvän.

## Rollista
- Simon J. Berger – Charles-Ingvar Jönsson
- Alexander Karim – Ragnar Vanheden
- Torkel Petersson – Dynamit-Harry Berglund
- Susanne Thorson – Denise "Rocky" Östlund
- Andrea Edwards – Anna-Lena Wallentin
- Jens Hultén – Krantz
- Niklas Falk – Ralf Tadeus Jönsson
- Juan Rodríguez – Alejandro
- Michael Brolin – fångvårdare
- Tarmo Sakari Hietala – finsk vakt
- Cedomir Djordjevic – grindvakt
- Irma Hjort Erixson – mamma Anja
- Ramtin Parvaneh – vårdare
- Kola Krauze – Max, rysk tekniker
- Victor Gadderus – man på ryska handelskammaren
- Magnus Sundberg – servitör på ryska handelskammaren
- Alexandra Alegren – Wallentins sekreterare
- Andreas Vaehi – Jakob, vakt
- Anette Sevreus – kvinnlig polis
- Christoffer Nordenroth – servitör på kafé
- Matti Boustedt – förare i arbetståget
- Malin Levanon – Elin (krediterad som Malin Vulcano)
- Martin Zetterlund – inkräktare
- Mitcho Batalov – ägare av Fisker Karma

## Om filmen

### Bakgrund och idé
Ulf Brunnberg, som spelat Vanheden i de tidigare filmerna, sade år 2011 att han och Björn Gustafson skulle vilja göra några filmer till, men Brunnbergs krav var då att Gösta Ekman skulle vara med. Brunnberg berättade att han har försökt att övertala Ekman utan att lyckas. Eftersom Ekman vid den tidpunkten redan bestämt sig för att inte jobba längre, trodde inte Brunnberg att det skulle bli några fler filmer.
Den 9 september 2011 rapporterade nyhetsmedier på internet att produktionsbolaget Tre Vänner nyligen hade säkrat rättigheterna till tre nya filmer om Jönssonligan. Dessa filmer skulle bli prequels, det vill säga filmer som utspelar sig innan de klassiska filmerna. De nya Jönssonligan-filmerna skulle visa hur ligan träffades, och de gamla skådespelarna skulle bytas ut mot nya, yngre skådespelare.
Den 26 september 2013 avslöjades projektet med både titel, regissör och skådespelare. Filmen gick då under titeln Den perfekta stöten och regisserades av Alain Darborg, samt producerades av Snabba Cash-producenten Fredrik Wikström Nicastro. Projektet hade nu bytt riktning och skulle bli en heistfilm i samma anda som "Ocean’s eleven" och "Blåsningen", men med rollfigurerna från ”Jönssonligan”-filmerna.
Den 21 oktober blev det klart att Andrea Edwards och Jens Hultén skulle spela skurkarna i filmen, som enligt filmens producent Fredrik Wikström Nicastro, skulle vara mer trovärdiga än tidigare skurkar i serien.

### Produktion
Inspelningen av filmen startade i slutet av oktober 2013 och pågick i Göteborg, Vargön och Stockholm och hade biopremiär den 16 januari 2015.

## Mottagande
Filmen mottogs av blandade och negativa recensioner av kritiker, Expressen gav filmen 3 av 5 kallade filmen "sympatisk lättsamt, spännande, välspelat och snyggt" och kallade den för en klumpigare version av Soderberghs Ocean-filmer. I Dagens Nyheter fick den samma betyg och gav beröm för ensemblens kemi och kallade filmen generellt rolig. I Göteborgs-Posten fick filmen negativ recension som fick 2 av 5 och beskrev filmen "inte tillräckligt rolig för att fungera som komedi och inte tillräckligt spännande som gangsterfilm".
Filmen blev inte kommersiellt framgångsrik och endast 100 000 personer såg filmen på bio vilket var en besvikelse enligt Tre Vänner som räknat med mer.

## Fortsättning
Efter biopremiären fanns det planer på att spela in två filmer till med samma skådespelare och manuset till en andra film hade skrivits. Det talades även om att spela in en TV-serie beroende på hur filmen presterade. Dessa planer blev aldrig av och enligt Alain Darborg så tjänade filmen in för lite pengar så att finansiärerna inte ville satsa på några uppföljare och följaktligen lades planerna ner på fler filmprojekt.
2021 släpptes däremot en ny reboot av filmserien, Se upp för Jönssonligan, regisserad av Tomas Alfredson med Henrik Dorsin som Sickan.

## Musik i filmen
- Y.M.C.A. av Village People
- Sparvöga av Marie Fredriksson
- Postkodsmiljonär av Mohammed Ali
- Mighty av Petter Askergren
- Precis som du vill av Jens Hult
- Vilken jävla smäll av Albin Johnsén ft. Kristin Amparo
- Jönssonligan Tema av Ragnar Grippe[13]